# Omorgus subcarinatus
Omorgus subcarinatus är en skalbaggsart som beskrevs av Macleay 1864. Omorgus subcarinatus ingår i släktet Omorgus och familjen knotbaggar. Inga underarter finns listade i Catalogue of Life.

## Bildgalleri

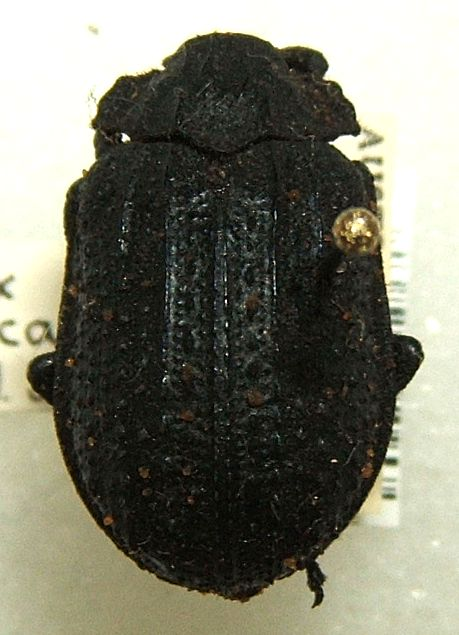